# Paraconsors humeralis
Paraconsors humeralis är en tvåvingeart som först beskrevs av Axel Leonard Melander 1946.  Paraconsors humeralis ingår i släktet Paraconsors och familjen svävflugor. Inga underarter finns listade i Catalogue of Life.